# Portugiesische Kapelle von Albreda

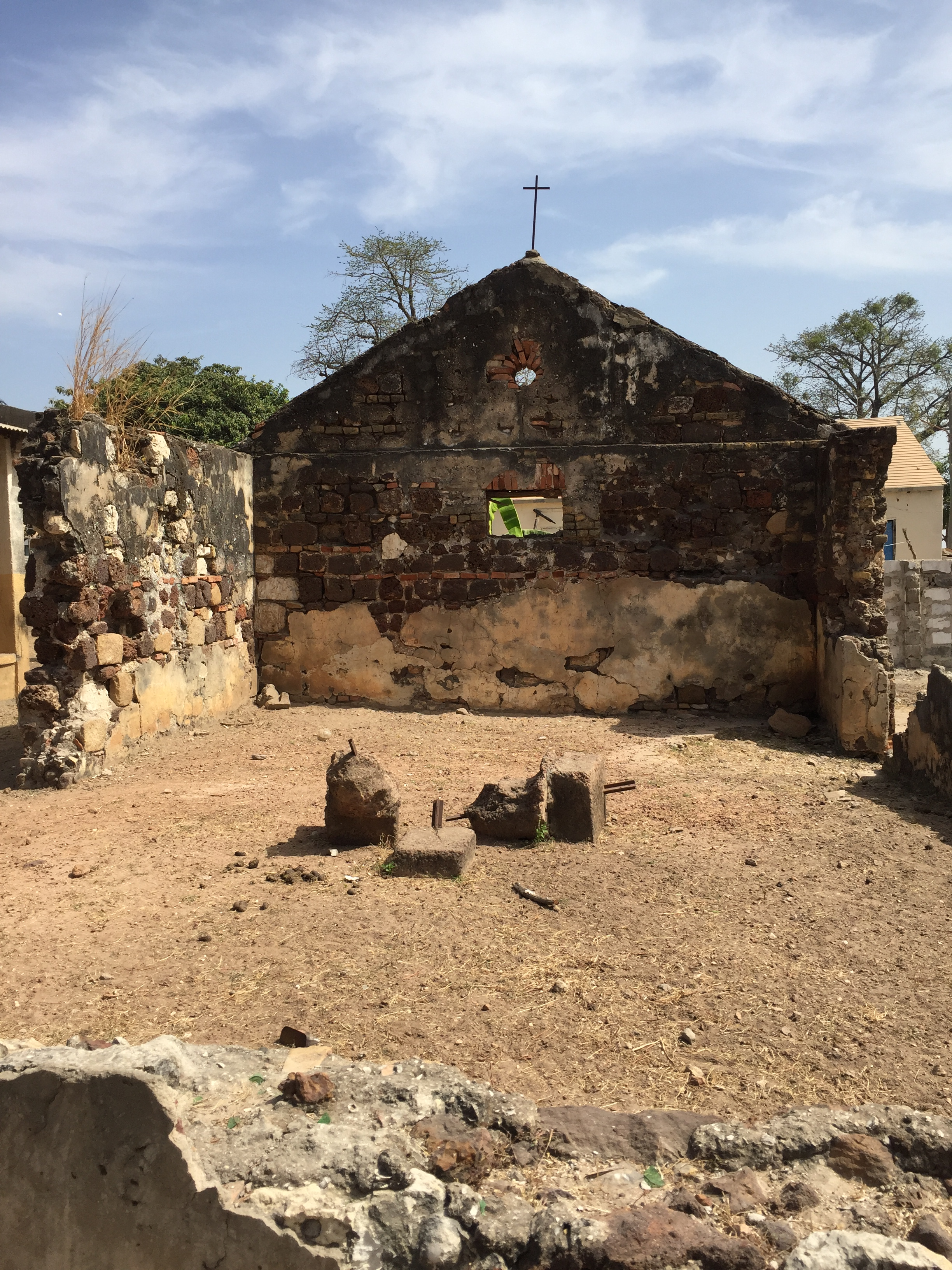
Portugiesische Kapelle von Albreda

Die Überreste der Portugiesischen Kapelle von Albreda stammen von einer der ersten Niederlassungen der Portugiesen am Gambia, im heutigen westafrikanischen Staat Gambia. Sie wurden mit sechs weiteren Objekten, unter anderem Kunta Kinteh Island, unter einem gemeinsamen Eintrag Kunta Kinteh Island und zugehörige Stätten als Weltkulturerbe und 2003 in die Liste des UNESCO-Welterbe aufgenommen. Zuvor standen die Überreste ab 1995 unter dem Schutz eines National Monuments. Der Schutz des Objekts Portugiesische Kapelle von Albreda als UNESCO-Welterbe umfasst eine Fläche von 0,006 Hektar.

## Beschreibung
Die Überreste der Kapelle (teilweise als Kirche bezeichnet) stehen rund 100 Meter westlich der heutigen Anlegestelle von Albreda, einer ehemaligen französischen Faktorei mit Festungsanlagen. Die Kapelle war ein Bauwerk der Portugiesen im späten 15. Jahrhundert und ist eines der ersten christlichen Kirchengebäude in der Region gewesen. Von der Kapelle sind noch etwas mehr als 50 Prozent der Mauern vorhanden; die rückseitige Mauer steht noch in voller Höhe. Auf ihrer Spitze ist ein metallenes Kreuz montiert.
Erstellt wurde der Bau, mit zwei Zugängen, aus Stand- und Lateritstein, wobei noch Kalkmörtel verwendet wurde. Stabilisiert vor dem weiteren Verfall wurden die Ruinen im Juli 2000. Die Außenmaße des Gebäudes betragen 6,15 × 9,25 Meter; die Höhe des Dachfirstes liegt bei 4,45 Meter und die Traufhöhe bei 2,92 Meter.